# Профессиональный лицей № 13 (Магнитогорск)
2 октября 1940 года Президиум Верховного Совета СССР принял постановление «О государственных трудовых резервах СССР». Указом была утверждена единая централизованная система подготовки квалифицированной рабочей силы в ремесленных училищах. Совнарком СССР принял Постановление «Об образовании Главного Управления трудовых резервов при СНК СССР». В РУ начался призыв городской и колхозной молодежи. Планировалось обучать ежегодно от 800 тысяч до 1 миллиона человек. В 1940 году было образовано РУ № 1, куда поступило более 2000 учащихся. Училище было перегружено. Из-за отсутствия помещений обучались в 3 смены, а практику проходили в цехах металлургического комбината. Один день — теория, один день — практика.

## История
21 мая 1941 года из РУ № 1 было выделено 923 учащихся и образовано ремесленное училище металлургов № 13.
Юношей готовили по следующим специальностям: подручный горнового, газовщик, машинист вагон-вес доменной печи, сталевар, разливщик стали мартеновской печи, вальцовщик, сварщик, огнеупорщик, аппаратчик, шамотчик.
Первый директор — Василий Нестерович Кулешов.
Здание РУ № 13 находилось на левом берегу Урала по адресу: переулок Ржевского, 6 (бывшая школа № 16). Школу передали РУ №'13 со всеми службами. Общежития были размещены в бараках поселка Туково, поселка имени Дзержинского, на Березках — в клубе Горнорудного управления, в спортзале училища и в 2-3 классах, в которых размещалось по 30-50 человек. В 1941 году общежития были неблагоустроенные, по всей длине бараков стояли 2-х ярусные кровати в 2 ряда, проход между ними был 1-1,5 метра.
За период Великой Отечественной войны из стен училища вышли 7500 квалифицированных рабочих-металлургов. Замещая отцов, ушедших на фронт, учащиеся РУ-13 во время производственной практики на комбинате самостоятельно обслуживали мартеновские печи № 3, 6 и 8, доменную печь № 3, трудились в сортопрокатных цехах, на аглофабрике. В целом за годы войны подростки училища выплавили на ММК 900 000 тонн чугуна, 1 300 000 тонн стали, выдали 700 000 тонн проката.
За успешное выполнение заданий правительства по подготовке рабочей смены и отличное обеспечение оборонной промышленности страны сталью и прокатом ремесленное училище № 13 Указом Президиума Верховного Совета СССР от 2 октября 1943 года награждено орденом Трудового Красного Знамени.
В 1941—1945 годах РУ-13 неоднократно признавалось лучшим ремесленным училищем СССР и награждалось Переходящим Красным Знаменем Государственного Комитета Обороны. В 1946 году удостоилось чести принять это знамя на вечное хранение.
Особенно много в 1943 г., кроме учёбы и работы на ММК, писали о коллективе художественной самодеятельности. Культурные традиции закладывались уже в 1941 г. К директору училища пришла бывшая балерина Наталья Николаевна Карташова и предложила создать танцевальный коллектив «Воспитание танцем» — так она называла свою книгу о коллективах, которыми руководила. Администрация РУ № 13 поддержала её: ансамбль песни и пляски был создан и проработал с 1941 по 1948 годы. Был создан также свой клуб, свой духовой оркестр. Ребята выступали с концертами в подшефном госпитале, за что получали благодарности от городского комитета комсомола.
В январе 1943 г. танцевальный коллектив занял 1 место в городском смотре художественной самодеятельности Н. Н. Карташова рассказала о ребятах в статье «Сила художественной самодеятельности» (6 февраля 1943 г., «Магнитогорский рабочий»).
В июне 1943 коллектив РУ № 13 занял II место во Всесоюзном социалистическом соревновании. Выпуск ребят из училища составил 400 человек, 67 выпускников были награждены значком «Отличник Главтрудрезервов».
С 1941 по 1948 год в училище работала воспитателем заслуженный деятель искусств РСФСР Н. Н. Карташова, создавшая на его базе уникальный ансамбль песни и пляски, ставший неоднократным лауреатом всесоюзных смотров художественной самодеятельности, участником художественного фильма «Здравствуй, Москва!» (1945).
В начале шестидесятых, под воздействием общих тенденций модернизации профшколы, училище приобретает статус ПТУ, а в 1967—1968 учебном году первым в Челябинской области переходит на подготовку рабочих со средним образованием.

## Успехи Профессионального лицея № 13
Дальнейшие вехи развития ПТУ-13 хорошо видны из нижеследующего перечисления:
- 1978, 1980, 1988 годы − завоевание почетного звания «Лучшее училище РСФСР»;

- 1984, 1985 годы — успешное участие в работе ВДНХ СССР;

- 1995 год — переход в статус профессионального лицея;

- 1999 год − создание на базе лицея экспериментального интерната хоккейного клуба «Металлург»; участие выпускников лицея в составе клуба в чемпионатах России и Европы, завоевание звания чемпионов России и суперкубка Европы (2000);

- 29 октября 1999 года — премия областного фонда имени В. П. Поляничко за отличную работу по патриотическому воспитанию молодежи;

- 2000 год — участие хоккейной команды лицея в международном турнире в Швеции;

- 2 октября 2000 года — присвоение лицею имени бывшего директора ММК, Героя Социалистического Труда А. Д. Филатова;

- 2001 год — присуждение звания дипломанта областного конкурса «Училище года» с вручением премии имени В. П. Омельченко.

- на основании Постановления Правительства Челябинской области № 115-П от 24.05.2007 г. и № 322-П от 29 октября 2008 г. «О реорганизации областных государственных учреждений начального и среднего профессионального образования» Профессиональный лицей № 13 вошел в состав ГОУ СПО (ССУЗ) «Политехнический колледж»

## Музей истории ПЛ № 13
Гордость учащихся и педагогического коллектива — музей истории лицея, ведущий свою биографию с 1978 года и в настоящее время реконструированный с помощью ОАО «ММК».
Константин Филиппович Хабаров в 1981 г. создал музей истории ПЛ № 13. Сейчас в музее есть экспозиция посвященная Хабарову — металлургу, мастеру, художнику.

## Кадровый потенциал
В разные годы здесь работали: заслуженные учителя профтехобразования РСФСР Н. Н. Крутицкая, Г. П. Шахватова, А. Н. Суворова; заслуженные мастера профтехобразования РСФСР В. В. Жерлицин, В. М. Ладик.
С 1986 по 2008 год лицеем руководил отличник профтехобразования РСФСР, заслуженный учитель Российской Федерации Борис Иванович Булахов.